# Edyta Strzycka
Edyta Strzycka (ur. 14 stycznia 1983 w Kielcach) – polska piosenkarka, kompozytorka, autorka tekstów.

## Życiorys
Absolwentka Szkoły Muzycznej I i II stopnia w klasie fortepianu oraz w klasie fortepianu i klarnetu. Magister sztuki na Wydziale Edukacji Muzycznej o specjalności dyrygentura chóralna na Uniwersytecie Jana Kochanowskiego w Kielcach, oraz na Akademii Muzycznej im. Feliksa Nowowiejskiego w Bydgoszczy.
Uczestniczyła m.in. w telewizyjnych programach muzycznych: Idol, Droga do gwiazd czy The Voice of Poland. Została laureatką „Muzycznego scyzoryka” w kategorii pop i zdobyła wyróżnienia w Konkursie Improwizacji Jazzowej im. Milesa Davisa. W 2010 zdobyła nagrodę za najlepszą kompozycję („Gwiezdny pył”) na międzynarodowym festiwalu Carpathia w Rzeszowie. W 2018 została finalistką konkursu „Debiutów” na 55. KFPP w Opolu.
W 2012 pod szyldem wytwórni Universal Music Polska wydała album studyjny, zatytułowany po prostu Edyta Strzycka, który promowała singlem „Poznaj siebie” i z którym dotarła do 28. miejsca na oficjalnej liście sprzedaży w Polsce. Nagrała także własne interpretacje utworów Marka Grechuty na album pt. Mistrzowie Piosenki. Śpiewała w chórkach z wieloma artystów polskiej sceny muzycznej, współpracowała m.in. z Izabelą Trojanowską, Krzysztofem Kasowskim i Jackiem Kawalcem i Piotrem Rubikiem.
Prowadzi wykłady z emisji i impostacji głosu oraz interpretacji piosenki w Warszawskiej Szkole Filmowej. Jest chórmistrzem chóru Musica działającego w Ogólnokształcącej Szkole Muzycznej I stopnia im. Ignacego Jana Paderewskiego w Warszawie.

## Dyskografia
Albumy studyjne
| Rok  | Dane dot. albumu                                                                                            | Najwyższa pozycja na liście |
| Rok  | Dane dot. albumu                                                                                            | POL                         |
| ---- | --- | --------------------------- |
| 2012 | Edyta Strzycka - Wydany: 7 sierpnia 2012 - Wytwórnia: Universal Music Polska - Format: CD, digital download | 55                          |

Single
| Rok                                                      | Tytuł               | Najwyższe pozycje na listach | Najwyższe pozycje na listach | Najwyższe pozycje na listach |      | Album          |
| Rok                                                      | Tytuł               | POL (największe skoki)       | RMF                          | MAXXX                        | FAMA | Album          |
| -------------------------------------------------------- | ------------------- | ---------------------------- | ---------------------------- | ---------------------------- | ---- | -------------- |
| 2012                                                     | „Nie chcę już nic”  | -                            | -                            | -                            | -    | Edyta Strzycka |
| 2012                                                     | „Poznaj siebie”     | 2                            | 7                            | 1                            | -    | Edyta Strzycka |
| 2013                                                     | „Pod prąd”          | -                            | -                            | -                            | -    | –              |
| 2016                                                     | „Twój wybór”        | -                            | -                            | -                            | -    | –              |
| 2019                                                     | "Po drodze"         | -                            | -                            | -                            | 1    | -              |
| 2020                                                     | "Nie jest za późno" | -                            | -                            | -                            | 1    | -              |
| „–” oznacza, że singel nie był notowany na danej liście. |                     |                              |                              |                              |      |                |